# (15388) Coelum
(15388) Coelum (1997 ST17) – planetoida z grupy pasa głównego asteroid okrążająca Słońce w ciągu 3,69 lat w średniej odległości 2,39 j.a. Odkryta 27 września 1997 roku.